# Олд Ејџенси (Монтана)
Олд Ејџенси (енгл. Old Agency) насељено је место без административног статуса у америчкој савезној држави Монтана.

## Демографија
По попису из 2010. године број становника је 107, што је 12 (12,6%) становника више него 2000. године.
| Група             | 2000.      | 2010.      |
| Белци             | 14 (14,7%) | 18 (16,8%) |
| Афроамериканци    | 0 (0,0%)   | 0 (0,0%)   |
| Азијати           | 0 (0,0%)   | 0 (0,0%)   |
| Хиспаноамериканци | 1 (1,1%)   | 5 (4,7%)   |
| Укупно            | 95         | 107        |